# クリスティー・ターリントン

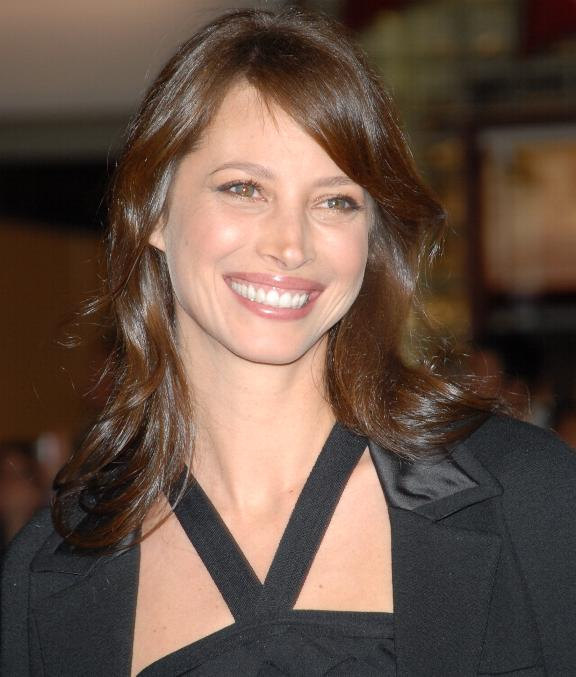
クリスティー・ターリントン

クリスティー・ターリントン（Christy Turlington、本名：クリスティー・ニコル・ターリントン（Christy Nicole Turlington）、1969年1月2日 - ）は、アメリカ合衆国・カリフォルニア州ウォールナッツクリーク出身のファッションモデルである。身長178cm。

## 人物
パンアメリカン航空に勤務するイギリス人のパイロットの父とキャビアテンダントであったエルサルバドル人の母親の間に三人姉妹の次女として生まれ、カルフォルニア州のダンブルで育つ。
13歳の時、乗馬をしていたところをエージェンシーに見出されてモデルになった。所属事務所はニューヨークのトップモデルエージェンシー、『エリート・モデル・マネジメント』の看板モデルでもある。

## 経歴
高校卒業後に本格的なモデル活動を開始し、1987年カルバン・クラインの香水のイメージモデルとして有名になった。それ以降1990年代を代表する歴史で最も成功したスーパーモデルのひとりとして上げられる。
ジョルジオ・アルマーニやメイベリンの広告モデルとしても有名で、他シャネル、ジャンニ・ベルサーチ、グッチあらゆる有名ブランドの顔としてコレクションに出演、広告の為のファッションデザイナーのドキュメントフィルムにもいくつか出演した。
1989年にはロックミュージシャンデュラン・デュランのミュージックビデオや1990年にはジョージ・マイケルのミュージックビデオ「フリーダム!'90」にも出演している。また、彼女はモデル産業での成果として有名ブランドとの多くに100万ドルの契約を持つことでも知られている。雑誌に関しても500を超えるファッション誌のカバー（表紙）を飾った。そして、有名ファッション、フォトグラファーのスティーブン・マイゼルのミューズ的存在のモデル、ナオミ・キャンベル、リンダ・エヴァンジェリスタの3人のうちの1人でもあった。
近年はヨーガに傾倒し、プーマと共にヨガウェアのブランドを興したり、実際にも1990年初頃に彼女自らヨガの練習している、インストラクターとしてLiving Yogaの著者として本を出版した。
以前から東洋哲学に対する関心を持っていたことから1994年には学業に戻り、ニューヨーク大学のギャラティン校で比較宗教学と東洋哲学に関する研究で文学の学位を取得し1999年に優秀な成績で卒業した。だが、この興味に関わらず彼女は幼児期から信仰しているカトリック教会信者である。
プライベートでは、クリスチャン・スレーターやジェイソン・パトリックと交際したこともあったが、2003年に俳優のエドワード・バーンズと結婚した。同年10月25日に長女グレースを2006年2月に長男フィンを出産して2児の母親でもある。
2006年8月11日にウーマンのウェアーデイリー誌はクリスティー・ターリントンが以前、彼女の広告「Born With It」で有名になった会社メイベリンが復帰をマークし彼女が複数年の契約にサインすると報じた。
2007年、日本国内の広告でキヤノン（Canon）のデジタルカメラ、IXY-LOVE Fashion！、花王のシャンプー「Segreta」のイメージモデルとして登場し話題を呼んでいる。
モデル業の他、妊産婦の健康に関する世界の現状を描いた『No Woman, No Cry』というドキュメンタリー映画を監督制作。2010年に映画を公開した後、全世界の女性の健康と福祉の向上を目指すキャンペーン「Every Mother Counts (EMC)」を立ち上げるなど、社会的な活動も続けている。
また若い頃はかなりの喫煙者であったが、1990年代半ばに愛する父親を肺がんで亡くしたショックが大きく、その後は禁煙主義者に転向した。

## 映画
- Ready to Wear 監督ロバート・アルトマン(1994)
- Unzipped (1995)
- SUPER MODEL’S CATWALK  監督ロバート・リーコック (1996)
- SUPER MODEL’S BEAUTY TIPS　監督メルセデス・エスペレーター／ヴィッキー・ガルシア
- Scene Smoking: Cigarettes, Cinema & the Myth of Cool (2001)